# 38086 Beowulf
38086 Beowulf este o planetă minoră (asteroid), cu un diametru de 0,643 km, din Asteroid Apollo. A fost descoperită pe 5 mai 1999 la Stația Anderson Mesa de Lowell Observatory Near-Earth-Object Search și a fost numită după Beowulf⁠(d). 
Obiectul prezintă o orbită caracterizată de o semiaxă mare de 1,4201463 UAi, o excentricitate de 0,5663, o înclinație de 23,67038 ° în raport cu ecliptica.